# Stazione di Figueres
La stazione di Figueres è una stazione ferroviaria situata nel comune di Figueres, nella provincia di Girona, in Catalogna.
Offre un servizio di treni a media e lunga percorrenza.
Fu inaugurata nel 1965 sostituendo la storica stazione della città aperta il 28 ottobre del 1877.